# Sombres déserts, retraites de la nuit
Sombres déserts, retraites de la nuit (ou simplement Sombres déserts) est une chanson du XVIIe siècle écrite par la poétesse française Jacqueline Pascal et mise en musique plus tard par le compositeur français Michel Lambert.

## L'œuvre
La chanson, écrite par Jacqueline Pascalen français et en deux couplets, est composée par la suite par Michel Lambert pour une voix « dessus » indéterminée —bien que souvent dévolue à un contre-ténor—, une voix basse continue et un instrument non-spécifié, parfois un luth. De style musical baroque français (les deux auteurs ayant vécu et travaillé au cœur du XVIIe siècle), la chanson raconte le refuge recherché par un homme en détresse dans la forêt, voulant s'échapper des tourments que lui fait subir le monde.
La chanson est écrite par Jacqueline Pascal durant sa jeunesse, vraisemblablement au début des années 1640 (elle est née en 1625) pendant qu'elle vivait à Rouen.
Une autre version musicale plus tardive que celle de Michel Lambert a été composée par le compositeur français Sébastien le Camus. Une parodie de cette chanson est également apparue peu après, moquant l'univers complexe de la cour et narrant sa fuite vers le calme de la forêt.

## Paroles
| Sombres déserts, retraites de la nuit, Sacré refuge du silence, Un malheureux à qui le monde nuit, Ne vient pas par ses cris vous faire violence ; Son tourment est si beau, qu'il n'en veut pas guérir, Il ne vient pas se plaindre, il ne vient que mourir. Par son trépas dans les lieux fréquentés On saurait les maux de son âme : Mais dans ces bois toujours inhabités Il vient chercher sa mort pour mieux cacher sa flamme, Ne craignez pas ses cris en le voyant périr, Il ne vient pas se plaindre, il ne vient que mourir. | Sombres deʃerts, retraites de la nuit, Sacré refuge du ʃilence, Vn malheureux à qui le monde, Ne vient pas par ʃes cris vous faire violence ; Son tonrment eʃt ʃi beau, qu'il n'en veut pas guérir, Il ne vient pas ʃe plaindre, il ne vient que mourir. Par ʃon treʃpas dans les lieux frequentez On ʃçauroit les maux de ʃon ame : Mais dans ces bois toujours inhabitez Il vient chercher ʃa mort pour mieux cacher ʃa flame Ne craignez pas ʃes cris en le voyant perir, Il ne vient pas ʃe plaindre, il ne vient que mourir. |

## Historique
On retrouve la trace de cet air dans plusieurs recueils d'airs de l'époque, sous la forme de partitions avec paroles notamment, à objectif de diffusion des chansons populaires.

## Reprises actuelles
La chanson a été enregistrée sur plusieurs disques à l'époque contemporaine.
- Airs de cour, René Jacobs, paru chez Harmonia Mundi, 1 CD[6].
- René Jacobs, countertenor, René Jacobs, paru chez Harmonia Mundi en 1999, 2 CD.
- Lambert: Airs de cour, René Jacobs, paru chez Harmonia Mundi en 2004, 1 CD.
- René... By Himself, René Jacobs, paru chez Harmonia Mundi en 2007, 2 CD et 1 DVD.
- Love, de Simone Kermes, paru chez Sony Classical en 2016, 1 CD.
- Le Coucher du roi, concert au Château de Versailles, 2019, 1 CD + 1 DVD. On y retrouve notamment Sébastien Daucé et Thibaut Roussel dans la direction musicale et des chanteurs comme Marc Mauillon[7].